# 本特利鎮區 (阿肯色州康韋縣)
本特利鎮區（英語：Bentley Township）是位於美國阿肯色州康韋縣的一個行政鎮區。

## 地方資料
本特利鎮區的面積為50.85平方千米，當中陸地面積為46.83平方千米，而水域面積為4.02平方千米。根據2010年美國人口普查的數據，當地共有人口1337人，而人口密度為每平方千米26.29人。